# Lanzhou
Lanzhou (kineski: 蘭州, pinyin: Lánzhōu; doslovno: „Prefektura orhideja”) je najveći i glavni grad kineske pokrajine Gansu. Povijesno, Lanzhou je bio važna postaja na putu svile i danas je važno prometno središte. Grad je smješten na lijevoj obali rijeke Jangce povezujući željeznicom zapadni dio s ostatkom države na istoku. Prema popisu stanovništva iz 2010. godine u Lanzhou je živjelo 3.616.163 stanovnika, ali se 2018. procjenjivalo kako je u središnjem gradskom području živjelo oko 2.890.000 stanovnika

## Zemljopis
Lanzhou se nalazi u jugoistočnom dijelu pokrajine, u gornjem toku rijeke Huang Ho (Žute rijeke), na mjestu gdje rijeka izlazi iz planinskog područja. Lanzhou je tgovačko i prometno središte od pradavnih vremena jer se nalazi na južnom kraju trgovačke rute koja vodi prema središnoj Aziji.

## Povijest
Izvorno na području naroda zapadnog Qianga (Qijia kultura, 2400.-1900. pr. Kr.), Lanzhou je postao dio teritorija države Qin u 6. stoljeću prije Krista. Područje Lanzhoua je stoljećima imalo strateški značaj za Kinesko Carstvo jer je preko njega išao promet iz gornjeg toka Žute rijeke i Tarimske zavale.
Godine 81. pr. Kr., pod dinastijom Han (206. pr. Kr. - 220. g. Po Kr.), koji su ga osvojili od Huna (Huandi Chanyu), Lanzhou postaje središte vojne krajine (jùn) Jincheng, a kasnije županije Jincheng (Xiàn), kasnije preimenovane u Yunwu. Nekada se grad zvao „Zlatni grad”, a još od prvog tisućljeća prije Krista bio je glavna karika na drevnom sjevernom putu svile i također važnom povijesnom prijelazu do Žute rijeke. Kako bi zaštitio grad, Kineski zid je proširen do Yumena („Vrata žada”). Dijelovi Velikog kineskog zida još uvijek postoje u gradskom području.
Nakon pada dinastije Han, Lanzhou je postao glavni grad plemenskih država koje su se izmjenjivale. U 4. stoljeću kratko je bio glavni grad neovisne države Raniji Liang. Dinastija Sjeverni Wei (386. – 534.) ponovno uspostavlja vojnu krajinu i županiju Jincheng (金城 „Zlatni grad”). Miješanje različitih kulturnih utjecaja dovelo je do toga da je područje današnje pokrajine Gansu od 5. do 11. stoljeća postalo središte budizma. Pod dinastijom Sui (581. – 618.) grad je prvi put postao sjedište prefekture Lanzhou, zadržavajući to ime pod dinastijom Tang (618. – 907.). Godine 763. područje je zauzelo Tibetsko carstvo, a 843. ga je ponovno osvojio T'ang. Kasnije je pao u ruke dinastije Zapadne Xia (koja je cvjetala u Qinghaiju od 11. do 13. stoljeća), a potom je preuzela dinastija Song (960. – 112.) 1041. godine. Ime Lanzhou je ponovno uspostavljeno, a županija preimenovana u Lanzhuan.
Nakon 1127. pao je u ruke dinastije Jin, a nakon 1235. godine došao je u posjed Mongolskog carstva (Dinastija Yuan, 1271. – 1368.) U vrijeme dinastije Ming (1368. – 1644.) prefektura je degradirana u županiju i stavljena pod upravu Lintao superiorne prefekture, ali je 1477. Lanzhou ponovno uspostavljen kao politička jedinica.
Današnje ime grad je stekao 1656. godine za vrijeme dinastije Qing kada je Gansu 1666. godine postao zasebna pokrajina, a Lanzhou njezin glavni grad.
Godine 1739. sjedište je prebačeno iz Lintaa u Lanzhou, koji je kasnije postao nad-prefektura Lanzhou.
Lanzhou je teško oštećen tijekom Dunganske pobune (1864. – 1875.). Naposljetku je dinastija Qing sprovela pogrom od Gansua do Yunnana, u kojemu je stradalo oko 12 milijuna kineskih muslimana. Druga Dunganska sufijska buna (1895. – 96.) se proširila na Gansu iz Qinghaija, a ugušili su je lojalistički muslimani. Dvadesetih i tridesetih godina prošlog stoljeća Lanzhou je postao središte sovjetskog utjecaja u sjeverozapadnoj Kini. Tijekom Drugog kinesko-japanskog rata (1937. – 1945.) Lanzhou, povezan s Xi'anom autocestom 1935., postao je kraj 3200 km duge kinesko-sovjetske autoceste, koja se koristila kao put za sovjetsku pomoć namijenjenu za područje Xi'ana. Ova autocesta ostala je primarni prometni pravac sjeverozapadne Kine do završetka željezničke pruge od Lanzhoua do Ürümqija u Xinjiangu. 
Grad je bio sjedište trenutno upražnjene rimokatoličke biskupije, a nekad je bio središte apostolskog vikarijata sjevernog Kan-Sua.
Tijekom 1937. godine i japanske invazije Kine, Guominjunski muslimanski generali Ma Hongkui i Ma Bufang (tzv. „Ma klika” koja se kasnije pridružila Kuomintangu) štitili su Lanzhou svojom konjanicom, pružajući tako otpor Japancima koji nikad nisu osvojili Lanzhou. Tijekom rata Lanzhou je teško bombardiralo Carsko japansko ratno zrakoplovstvo.

## Znamenitosti
Na planini Wuquan (五泉山) nalaze se mnogi spomenici tradicionalne kineske arhitekture. Također, planina Xinglong prekrivena je gustom borovom šumom i šarenim hramovima razbacanima posvuda. Planinski park Pet proljeća (五泉山公园) sagrađen je na sjevernoj strani planine Gaolan, a poznat je po pet vrela i nekoliko budističkih hramova.
U samom gradu nalazi se Zhongshan most (中山桥), prvi stalni most preko Žute rijeke, dovršen 1909. godine. Džamija Xiguan (关 清真寺), jedna je od većih džamija u Kini. Botanički vrt Lanzhoua (兰州植物园), koji se nalazi u distriktu Anning, ima veliki izbor drveća, cvijeća i ostalih biljaka.
Muzej Lanzhoua (市 博物馆) je važna kulturna postaja na Putu svile. Od listopada 2017. u zbirci se nalazi više od 13.000 predmeta, uključujući keramiku, porculan, broncu, krasopis, kovanice, žad, kamen, itd. Tu se nalaze 52 nacionalna prvoklasna kulturna predmeta i 78 nacionalnih kulturnih relikvija druge razine, te 682 nacionalnih kulturnih relikvija treće razine.
- Pogled na Zhongshan most iz parka Baita.
- Most za Gansu
- Željeznički kolodvor Lanzhoua
- Muzej dinastije Qin

## Uprava
| Zemljovid                                                   | Zemljovid | Zemljovid     | Zemljovid                     | Zemljovid      | Zemljovid                   |
| ----------------------------------------------------------- | --------- | ------------- | ----------------------------- | -------------- | --------------------------- |
| Chengguan Qilihe Xigu Anning Honggu Yongdeng Gaolan Yuzhong |           |               |                               |                |                             |
| Naziv                                                       | Kineski   | Pinyin        | Stanovništvo (popis iz 2010.) | Površina (km²) | Gustoća stanovništva (/km²) |
| Gradsko područje                                            |           |               |                               |                |                             |
| Chengguan                                                   | 城关区    | Chéngguān Qū  | 1.278.745                     | 220            | 5.812,47                    |
| Qilihe                                                      | 七里河区  | Qīlǐhé Qū     | 561.020                       | 397            | 1.413,14                    |
| Xigu                                                        | 西固区    | Xīgù Qū       | 364.050                       | 385            | 945,58                      |
| Anning                                                      | 安宁区    | Ānníng Qū     | 288.510                       | 86             | 3.354,76                    |
| Predgrađa                                                   |           |               |                               |                |                             |
| Honggu                                                      | 红古区    | Hónggǔ Qū     | 136.101                       | 575            | 236,69                      |
| Seosko područje                                             |           |               |                               |                |                             |
| Yongdeng                                                    | 永登县    | Yǒngdēng Xiàn | 418.789                       | 6.090          | 68,76                       |
| Gaolan                                                      | 皋兰县    | Gāolán Xiàn   | 131.785                       | 2.556          | 51,55                       |
| Yuzhong                                                     | 榆中县    | Yúzhōng Xiàn  | 437.163                       | 3,362          | 130,03                      |

## Stanovništvo
Stanovništvo uže gradske jezgre Lanzhoua je prema popisu 2018. god. bilo 2.890.000 stanovnika, to je gotovo duplo više nego što su bile procjene 2009. god.
| 1990.     | 2000.     | 2009.     | 2018.     |
| --------- | --------- | --------- | --------- |
| 1.197.150 | 1.347.100 | 1.440.907 | 2.890.000 |

## Gospodarstvo
Minerali (kao što su: ugljen, cinka, zlato, srebro, nikal, mangan, glina i dr.) su osnovni dio gradskog gospodarstva, a termoelektrana se opskrbljuje ugljenom iz polja u Qinghaiju. Osim toga, tu je i hidroelektrana u klancu Zhulama Gansu, a izgrađena je višenamjenska brana u klisuri Liujia na Žutoj rijeci.
Lanzhou je i centar za prikupljanje i marketing, te za poljoprivrednu i stočarsku proizvodnju, kao i proizvode kao što su: pšenica, povrće, grah, ulje, dinja, breskva, duhan, ruže, jabuke i ljiljane.
Ostale važne industrije uključuju tvornice tekstila, preradu gume i tvornice gnojiva, rafineriju nafte, petrokemiju, strojeve i metaluršku industriju. Grad je središte petrokemijske i teške industrije ovog dijela Kine. Lanzhou ima jednu od najvećih rafinerija nafte u zemlji, a Lanzhou je središte petrokemijske industrije u pokrajini. Također proizvodi opremu za naftnu industriju.
Lanzhou ima veliku tekstilnu industriju, posebno poznatu po proizvodnji vune i proizvoda od kože. Osim toga, on proizvodi lokomotive i željeznički materijal sa sjeverozapada, kao i rudarske alate i opremu.
Proizvodi od aluminija, industrijske kemikalije i gnojiva proizvode se u velikim razmjerima, a postoji i velika industrija gume.
Lanzhou je jedan od središta kineske nuklearne industrije od 1960. godine.

## Zbratimljeni gradovi
- Alba Iulia  Rumunjska
- Albuquerque, Novi Meksiko  SAD
- Akita  Japan
- Ašgabat  Turkmenistan
- Chorley  Ujedinjeno Kraljevstvo
- Christchurch  Novi Zeland
- Nouakchott  Mauretanija
- Penza  Rusija
- Young Shire  Australija

## Vanjske poveznice
|  | Zajednički poslužitelj ima još gradiva o temi Lanzhou |